# ラッセル・フェランテ
ラッセル・フェランテ（Russell Ferrante、1952年1月18日 - ）は、アメリカ・カリフォルニア州サンノゼ出身のピアニスト、キーボーディストで作曲家、編曲家。セッション・ミュージシャンであり、数多くのミュージシャンと共演。最初期のフュージョンバンド、イエロージャケッツのオリジナル・メンバーでもある。

## バイオグラフィ
ジャズ・フュージョン等を中心としたセッション・ミュージシャンとして活動していた。ギタリストのロベン・フォード等をサポートしており、彼の1978年発表のアルバム『ギターに愛を (The Inside Story)』にベーシストのジミー・ハスリップ、ドラマーのリッキー・ローソンが参加し、共演したのをきっかけとして、イエロージャケッツを結成。1981年にワーナー・ブラザース・レコードと契約し、セルフタイトル・アルバムを発表。以後はレーベルやメンバー、音楽のスタイルを替えながら、現在も活動し続けている。
フュージョン以外でもジョニ・ミッチェルやブレンダ・ラッセル等の歌手とも共演、ブレンダのヒット曲「Piano in the Dark」の共同作曲者の1人である。ブレンダはまたイエロージャケッツのアルバムにゲスト参加したこともある。

## ディスコグラフィ

### 参加アルバム
GRPオールスター・ビッグ・バンド
- 『GRPオールスター・ビッグ・バンド・プレイズ・ジャズ・スタンダーズ』 - GRP All-Star Big Band (1992年、GRP)
- 『ライヴ・イン・ジャパン!』 - Dave Grusin Presents GRP All-Star Big Band Live! (1993年、GRP)
- 『オール・ブルース』 - All Blues (1995年、GRP)

ボブ・ミンツァー・ビッグ・バンド
- 『オールド・スクール:ニュー・レッスンズ』 - Old School, New Lessons (2006年)
- 『フォア・ザ・モーメント』 - For the Moment (2012年)
- Get Up! (2015年)